# Vružná
Vružná (polsky Wróżna, 571 m n. m.) je částečně zalesněný kopec v pásmu Čantoryje na západním okraji Slezských Beskyd. Leží asi 2 km severovýchodně od Vendryně a 4 km východně od Třince na česko-polské státní hranici. Česká část leží na území okresu Frýdek-Místek (Moravskoslezský kraj), polská v okrese Cieszyn (Slezské vojvodství). Vružná se nachází v hraničním hřebeni vybíhajícím z Malé Čantoryje nad údolí Olše směrem k Třinci (na západ). Kopec je budován těšínskými vápenci a břidlicemi. Pod severními (polskými) svahy kopce leží osada Leszna Górna, pod jižními (českými) svahy leží obec Vendryně.

## Přístup
Přímo přes vrchol kopce prochází červeně značená turistická trasa z Třince na Velkou Čantoryji. V sedle mezi Vružnou a Malým Ostrým se na tuto trasu napojuje zelená značka vedoucí z Vendryně.